# کلیسای مریم مقدس (کورتان)
کلیسای مریم مقدس (ارمنی: Սուրբ Աստվածածին եկեղեցի) یک کلیسا متعلق به کلیسای حواری ارمنی واقع در شهر کورتان، استان لوری ارمنستان می‌باشد. ساخت و ساز این ساختمان در سده ۶ام میلادی؛ به پایان رسید. این بنا به سبک معماری ارمنی طراحی شده است.

## نگارخانه

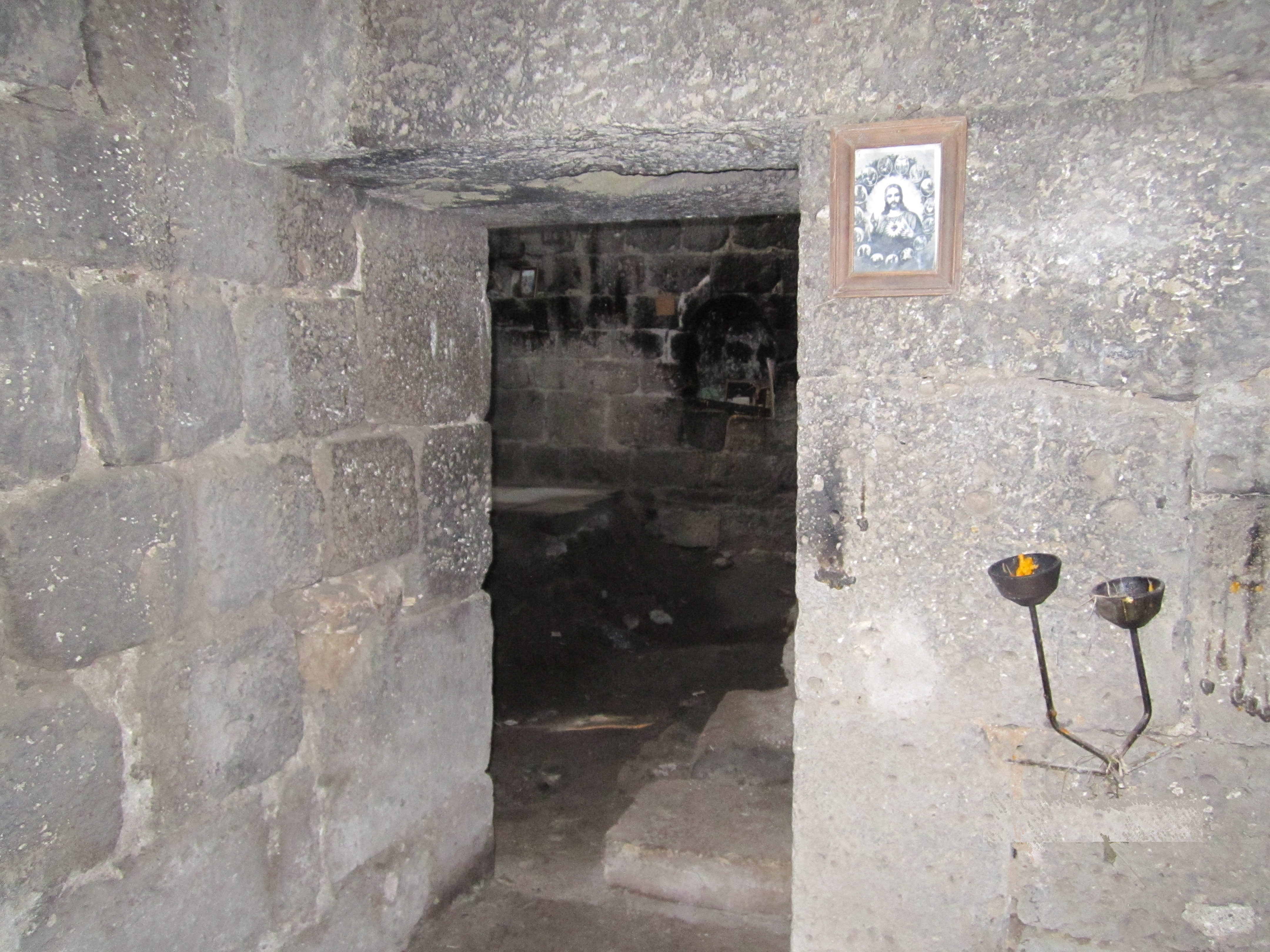
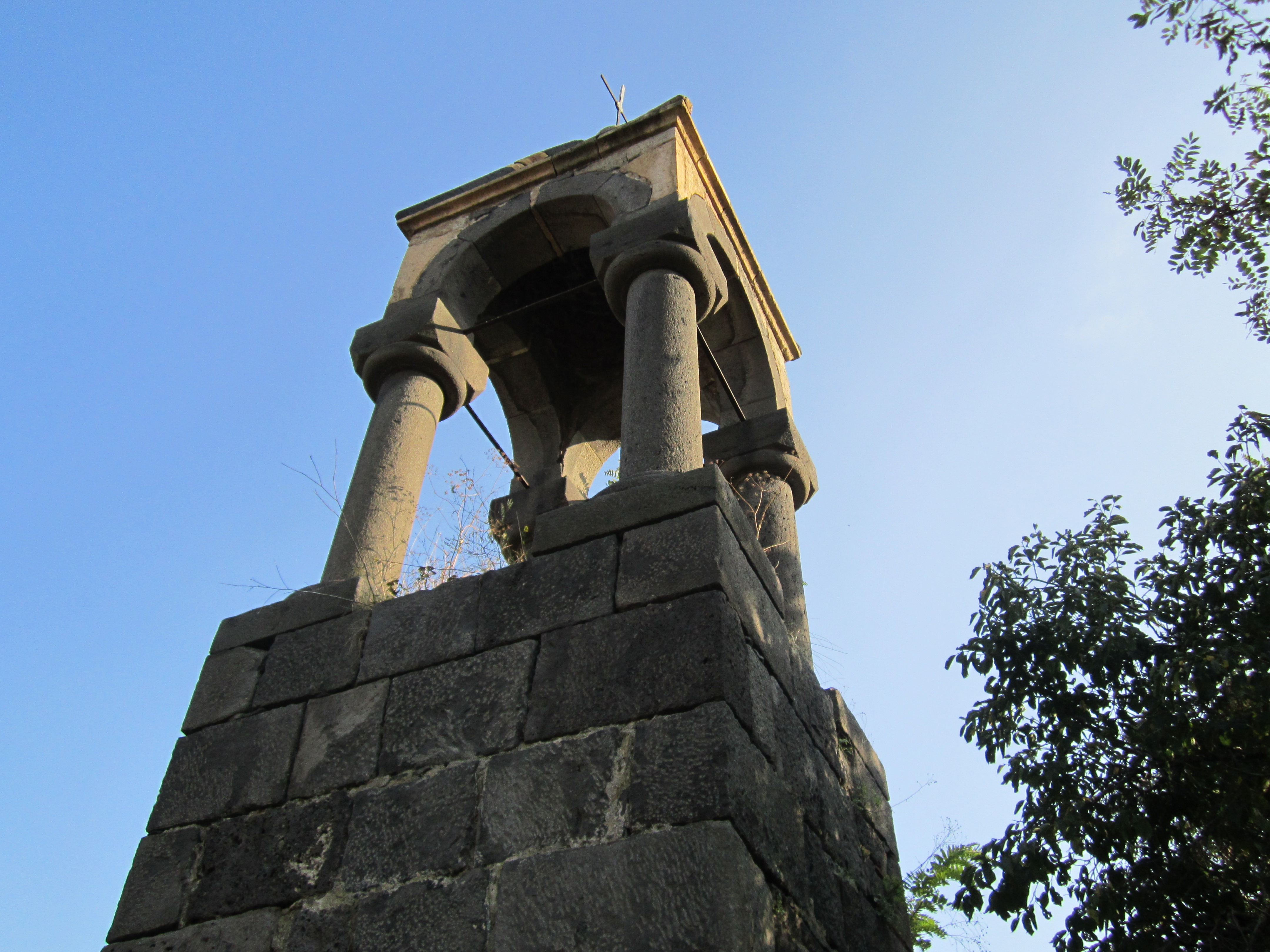
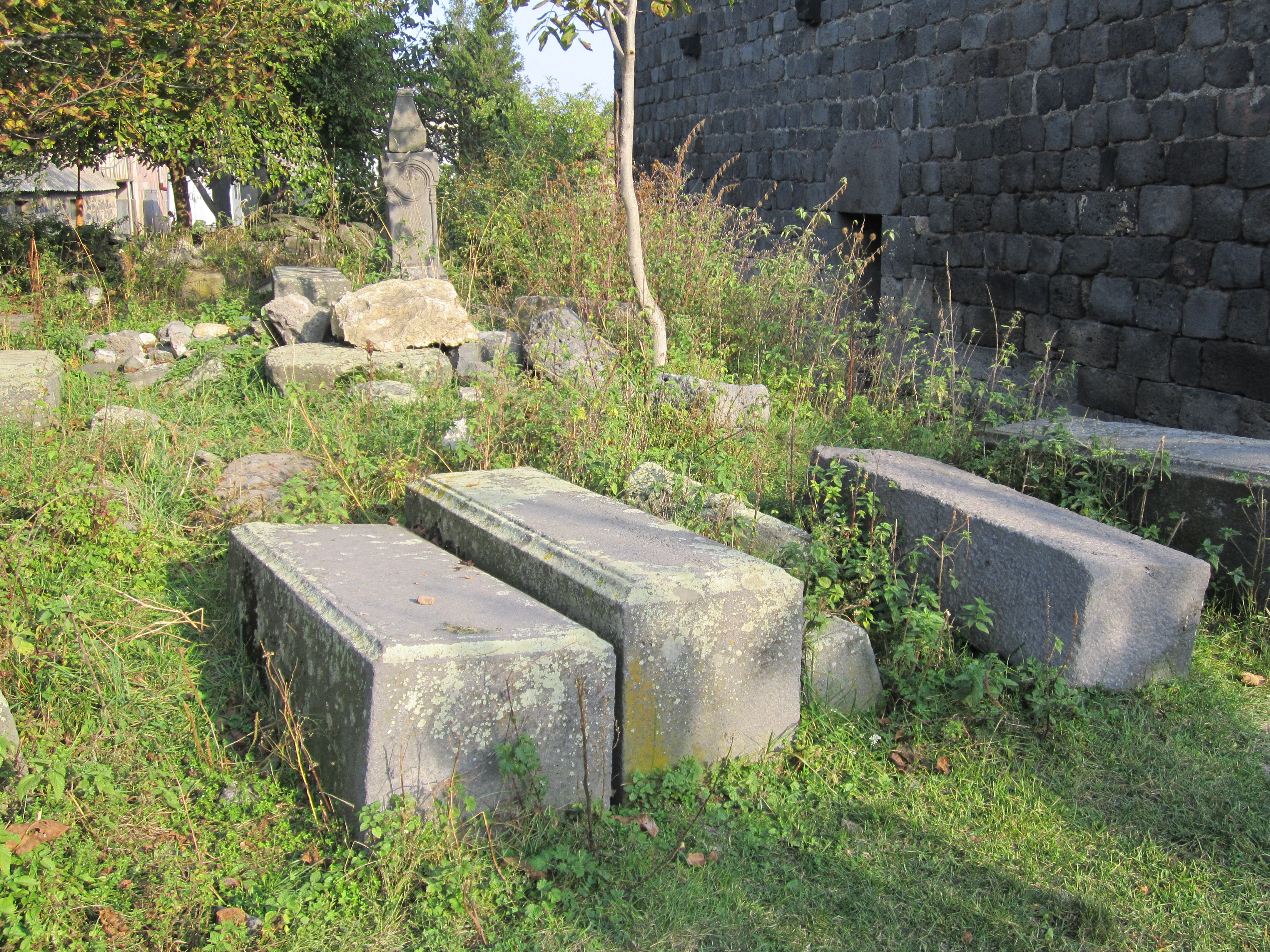